# 友達承認とフォロー

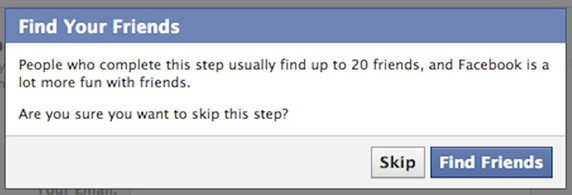
「友達を見つけよう」ダイアログ・ボックス。Facebook上で。2012年ごろ。

本項では、ソーシャル・ネットワーキング・サービス（以下SNS）における友達承認とフォロー（ともだちしょうにん と フォロー、英: friending and following）について解説する。
友達承認、またはフレンド承認とは、SNSにおいて、ある特定のユーザーを「友達」（英: friends）に追加する行為のことである。この観念は、必ずしも実際の友情を伴うわけではない。また、「友達」は企業・バンド・アーティストなどのウェブサイトで用いられる「ファン」とも異なる。ファンは一方向的に情報を受け取るだけの存在であるのに対し、「友達」は相手に対して双方向のコミュニケーションが可能である。誰かを「友達」とすることは、（そのSNSサービス上において）相手に対し特別な権限や機能が付与される。例えば、Facebookにおいては、自分の「友達」になったユーザーは、自分のタイムラインを閲覧したり、そこに投稿したりする権限を持つことになる。
フォロー（英: following）も、TwitterやInstagramをはじめとしたSNSで見られる同様の概念であり、ある個人（フォロワー）が別の個人ないしページのコンテンツを選択し、フォロワー自身のニュースフィードに追加することを指す。友達承認とちがい、フォローは相互のものである必要はない。ユーザーは、別の利用者個人のフォロー状態に影響を与えることなく、いつでも相手のユーザーをフォロー解除（英: unfollow、フォローを止めること）するか、ブロックすることができる。
友達承認と友達解除（英: defriending、特定の人物を友達リストから外す行為、英: unfriendingとも）について初めて学術的な定義および調査を行なったのは、デヴィッド・フォノとケイト・レインズ＝ゴールディによる2005年の論文「Hyperfriendship and beyond: Friends and Social Norms on LiveJournal（ハイパーフレンドシップとその先――LiveJournalにおける友人関係と社会的規範）」である。この研究では、1999年に開設された初期のソーシャル・ネットワーク・サイトおよびブログ・プラットフォームであるLiveJournalのユーザーたちが、「フレンド」を名詞および動詞として用いている実態が明らかにされている。

## 友達／フォロワー数・友達集め・複数アカウント
実際に友人関係があるかどうかに関係なく、人々を友達リストに追加する行為は、しばしば「友達漁り（英: Friend whoring）」と呼ばれることがある。 Dopplr社のマット・ジョーンズは、ソーシャルネットワークを実際に活用することよりも、ただひたすら多くのユーザーと「フレンド」になることに重点を置く問題を指摘したうえで、この現象を「友達承認は有害と考えられる（英: friending considered harmful）」という表現で言い表した。
友達集め（英: Friend collecting）とは、何百人、あるいは何千人もの友達やフォロワーを追加する行為である。この数は、一部のソーシャルメディアでは珍しくない規模といえる。その結果、多くの10代のユーザーたちは、自分の投稿内容を綿密に選別するプレッシャーを感じるようになり、投稿される写真は慎重にポーズを取って編集されたものに限られ、キャプションもよく考え抜かれたものとなる。一部のInstagramユーザー（典型的には10代の少女たち）は、フィンスタ（Finsta、"Fake Instagram" の略）と呼ばれる第二のアカウントを作成する。Finstaは通常非公開で、フォローが許可されるのは親しい友人に限られる。フォロワー数が少ないため、ポストは率直でふざけたものになりやすい傾向がある。また、ユーザーは自身の興味関心に応じて複数のアカウントを作成することもある。たとえば、個人のSNSアカウントとは別に、写真家としての活動用アカウントを運用する人もいる。
多数の人をフォローすることにはリスクが伴う。研究者たちは、大規模なソーシャルメディアのネットワークを管理することが、社交不安の原因となる可能性があると指摘している。つまり、ユーザーは他人への嫉妬を感じたり、「取り残されることへの恐れ（FOMO: Fear of Missing Out）」を抱いたりすることがあるのだ。

## 友達解除とフォロー解除
友達解除、またはフレンド解除とは、友達リストから特定のユーザーを除外する行為である。Facebookにおいてこの行為は一方的なものであり、「友人関係」は両者において終結される。友人解除は、片方のユーザーがもう一方に対して過度にフレンドリーであったりナンパしたことにより、相手のユーザーが不快に感じた際におこなわれる。
フォロー解除、またはアンフォローは、友達解除とは少し異なっている。Instagram や Twitter では、ユーザーが誰かをフォロー状態を解除しても、一方通行の関係が継続される。多くの場合、アンフォローされた側はそれに気づかず、自分は引き続き相手をフォローしている状態が続く。
ソーシャル・ネットワーキング・サービス（SNS）において「友達」として追加できる相手には、明確に異なるグループが存在する。ただし、SNS上の「友達」という概念は、必ずしも実際の友情を伴うものではない。現時点では、ソーシャルメディア上の「友達」の種類を明確に区別するための専門用語はまだ確立されていないが、下の3つのカテゴリーに分類することができる。
実際に互いを知る友人
実生活での友人や家族など、オンラインまたはオフラインで定期的に交流がある人々。本当の意味での人間関係が存在する相手。
組織の友人
企業や団体などの組織アカウントのうち、連絡先リストの一部として「友達関係」が維持されているもの。
まったくの他人
一切の関係性がないソーシャルネットワーキング上の「友達」。
これらのカテゴリー内においても、「友達」は強い絆（strong ties）・既存の弱い絆（weak existing ties）、潜在的な弱い絆（weak latent ties）、そしてパラソーシャルな絆（parasocial ties）に分類分けされうる。強い絆は、自己開示・親密さ・頻繁なやりとりがある関係で、親しい家族や友人などがこれに該当する。既存の弱い絆は、まれにやりとりがある関係で、顔見知りや同僚、遠い親戚などがこれにあたる。潜在的な弱い絆とは、地理的に近い場所に住んでいる人や同じ職種・業種の人など、今現在は接点がないものの将来的にネットワーク拡大の架け橋になり得る人々がこれに該当する。パラソーシャルな絆とは、有名人・公人・メディア上の顔などが該当する。
人情として、自分を「友達」としてマークしてくれた相手には、自分も「友達」として返す傾向がある。これは、SNSにおける社会規範とされている。しかしこの習慣は、「実際の友人」と「単なる連絡先（コンタクト）」との区別を曖昧にする。自分を「友達」として追加してきたユーザーを「コンタクト」として分類すると、相手に失礼だと受け取られる可能性がある。この問題についての他の懸念は、アメリカ合衆国の社会学者、シェリー・タークルの著書『Alone Together（孤独だけど一緒）』でも論じられている。同著では、ソーシャルメディア上の友情におけるさまざまな行動のダイナミクスが分析されている。タークルは自らを「慎重な楽観主義者」と定義するが、遠隔的なコミュニケーションの普及が実際に顔を合わせての対話を失わせ、人々が互いに期待する基準を下げてしまうのではないかという懸念を表明している。
SNSのFriendFeedでは、相手を「偽の友達（fake friend）」として追加することができる。この場合、「偽フレンド」にされた側には通常通り友達追加の通知が届くが、実際にはその人の投稿や更新は相手に受信されない。この仕組みについて、『Building Social Web Applications』の著者、ギャビン・ベル（Gavin Bell）は、「ばかげている（ludicrous）」と評している。
2007年にデジタル・フューチャー・センター（Center for the Digital Future）がおこなった調査によると、インターネット利用者のうち、純粋にオンライン上でしか会ったことのない「バーチャルな友人」が少なくとも1人はいる人は全体の23％にすぎないとされている。観念的には、バーチャルな友人の数はインターネットの利用頻度に比例すると考えられる。しかし、同調査では、日に3時間以上ネットを利用する「ヘビーユーザー」のうちの、すべての「友達」のうち平均8.7％がオンライン上の友人で構成されていると回答した全体の20％の人々が、少なくとも1つの関係がバーチャルな出会いから現実世界での対面へと発展したと報告している。
この調査結果やその他の懸念される問題については、リー・レイニーとバリー・ウェルマンによる2012年の著作、『Networked: The New Social Operating System』に詳しい。

## 倫理的配慮
SNS上で誰かを「友達」にするという行為は、アメリカ合衆国の裁判官にとり特有の倫理的含意を持つ。合衆国各州の司法行動規範には一般的に、裁判官は不適切に「見える」行為すら避けるべきとする条項がなんらかの形で盛り込まれている。そのため、裁判官が自分の法廷に出廷する弁護士や法執行機関の関係者を「友達」として追加することが規制あるいは禁止されるべきかどうかは、各州の司法倫理委員会において検討の対象となってきた。だが、各州の委員会が裁判官に対して出した指針は一致していない。
- 2009年、ニューヨーク州司法倫理委員会は、裁判官に対して慎重に行動するよう通達した。委員会はまた、ソーシャル・ネットワーキング・サービス上で誰かを「友達」にするという行為は公に観察可能な行動であり、すでに裁判官が直面している他の公共的行動に関する懸念とほとんど変わらないと言及した[19]。
- 2009年、フロリダ州司法倫理諮問委員会は、裁判官も一般の人間である以上は職務上の責任とは無関係に友情を築くことは避けられないと認めつつも、自らの法廷に出廷する弁護士と「友達」になることを禁止した。その一方で、出廷しない弁護士と「友達」になることは許容されている。これはたとえ実質的な偏りがなかったとしても、一般の市民から見て、「友達」として追加された弁護士が裁判官に対して特別な影響力を持っているように見える可能性があるためである[19]。

委員会内の少数意見としては、SNSにおける「友達」と実際の友情には本質的な違いがあると主張するものがあった。また、一般市民はソーシャルメディアの規範を理解しており、この違いを認識できるため、「友達」とされたことによって特別な影響力があるとか、裁判官倫理規定に違反しているとは合理的に判断しないだろう、という見解が示された。しかしながら、この少数意見は同年2009年にフロリダ州司法倫理諮問委員会およびフロリダ州最高裁判所司法倫理諮問委員会の両方において多数意見によって二度にわたり否決された。
- 2009年、サウスカロライナ州司法行動委員会は、裁判官が弁護士や法執行関係者と「友達」になることを許可した。ただし、SNS上で司法業務を行ったり、それについて議論したりしてはならないという条件付きとした。委員会は、「裁判官は、自らが暮らす地域社会から孤立すべきではない」と言明している[19]。
- 2010年、ケンタッキー州司法倫理員会は、（上述の）フロリダ州の少数意見と同様の見解を示した。委員会は裁判官に対して慎重な対応を促しつつも、「友達になる」という行為自体が、その「友達」とされた人物との関係の深さや親密さを示すものではないと認識している[19]。
- カリフォルニア州判事協会司法倫理委員会およびオハイオ州最高裁判所（英語版）の苦情・懲戒委員会は、いずれも2010年に、それ以前に示された各州の倫理委員会による見解を検討したうえで、多数派の見解に同意した。すなわち、裁判官が自らの法廷に出廷する弁護士を「友達」とすることは許容されるという立場である。ただし、裁判官には慎重に行動することが求められ、またSNS上においても、通常の職務倫理と同様に行動規範を遵守する限りにおいて認められる、という条件付きである[19]。